# Wetwired (The X-Files)
«Wetwired» es el vigésimo tercer episodio de la tercera temporada y el episodio 72 en general de la serie de televisión de ciencia ficción The X-Files. El episodio se emitió por primera vez en los Estados Unidos el 10 de mayo de 1996 en la cadena Fox. Fue escrito por el diseñador de efectos visuales del programa, Mat Beck, y dirigido por Rob Bowman. El episodio obtuvo una calificación Nielsen de 9,7 y fue visto por 14,48 millones de personas. El episodio recibió críticas en su mayoría positivas de los críticos de televisión.
El programa se centra en los agentes especiales del FBI Fox Mulder (David Duchovny) y Dana Scully (Gillian Anderson) que trabajan en casos relacionados con lo paranormal, llamados expedientes X. Mulder cree en lo paranormal, mientras que la escéptica Scully ha sido asignada para desacreditar su trabajo. En este episodio, Mulder y Scully investigan una serie de asesinatos cometidos por ciudadanos comunes enojados después de ver imágenes ilusorias. La confianza de Scully en Mulder se pone a prueba.
«Wetwired» fue escrito por Mat Beck, el supervisor de efectos visuales del programa. Beck se inspiró en los debates sobre la violencia televisiva y su deseo de explorar el efecto que tiene la televisión en las personas. El actor Steven Williams tuvo conflictos de programación debido a su trabajo en la serie L.A. Heat, lo que resultó en la creación del Hombre vestido de civil, que apareció en el episodio como emisario de X. Williams llamó a su escena al final del episodio con el fumador una de sus escenas favoritas que realizó en el programa.

## Argumento
En Braddock Heights, Maryland, un hombre mata por error a su esposa, creyendo que ella, al igual que la policía que pronto llega, es otra persona. Fox Mulder (David Duchovny) es informado sobre el caso por el misterioso Hombre vestido de civil, quien le proporciona un artículo periodístico sobre el caso. Mulder y su compañera Dana Scully (Gillian Anderson) visitan al hombre y a su médico, el Dr. Stroman, en un hospital psiquiátrico y les dicen que el hombre mató a cinco personas, creyendo que todas eran la misma persona.
Mulder y Scully visitan la casa del asesino, donde Mulder ve a un reparador trabajando en la línea de cable. Hallan cientos de cintas de video de un noticiero por cable. Scully cree que toda la violencia que el hombre vio en la televisión pudo haberlo llevado a los asesinatos, algo que Mulder no cree. Esa noche, Scully mira las cintas para ver si hay alguna pista de por qué el hombre cometió el asesinato. Ella sale para tomar un descanso y ve a Mulder en un automóvil hablando con el fumador. Por la mañana, Scully le pregunta sospechosamente a Mulder si movió el auto en la noche. Cuando Mulder le dice que solo salió por un trabajo antes, ella cree que está mintiendo. Al día siguiente ocurre un asesinato similar cuando una mujer cree ver a su esposo en una hamaca con otra mujer; en realidad ha matado a su vecino que estaba en una hamaca con su perro. Mulder ve al mismo reparador de cables cerca de la casa, quien se escapa de él. Al subirse al poste telefónico, Mulder encuentra un dispositivo dentro de la caja de cable.
Mulder le lleva el dispositivo a los pistoleros solitarios, quienes le dicen que está emitiendo algún tipo de señal. Mulder contacta a Scully, quien se está volviendo cada vez más paranoica. Al escuchar posibles clics mientras habla por teléfono con Mulder, busca frenéticamente su habitación de hotel en busca de dispositivos de monitoreo. Cuando Mulder llama a su puerta, Scully dispara su arma y sale corriendo. Mulder cree que ella sufre de psicosis paranoica. Los pistoleros solitarios creen que el dispositivo es una especie de dispositivo de control mental subliminal. Mulder no se vio afectado por su daltonismo. La policía encuentra un cuerpo que creen que es el de Scully, pero Mulder confirma que no es ella. Mulder no puede comunicarse con la madre de Scully, lo que lo lleva a ir a su casa. Encuentra a Scully allí, quien le apunta con un arma. Scully afirma que Mulder nunca confió en ella y lo culpa por su abducción y el asesinato de su hermana. La madre de Scully la calma y luego la hospitalizan.
Mulder cree que el dispositivo de control mental convierte los miedos de las personas en delirios paranoicos. Mulder intenta contactar al Dr. Stroman sin éxito. Rastrea la ubicación del Dr. Stroman hasta una habitación de hotel vacía donde encuentra cigarrillos en el cenicero. Usando el registro telefónico de la habitación, Mulder rastrea a Stroman hasta una casa donde lo ve reuniéndose con el reparador de cables. Sin embargo, cuando Mulder entra, suenan disparos y Mulder encuentra a ambos hombres muertos, con X (Steven Williams) siendo responsable de sus asesinatos. X usó a un tercero para informar a Mulder, sabiendo que tenía órdenes de matar a los hombres, pero Mulder no pudo reconstruir las cosas a tiempo. Mulder lo llama cobarde pero X le dice a Mulder que Mulder lo necesita. Más tarde, X se encuentra en un automóvil con el fumador (William B. Davis).

## Producción
Este episodio fue escrito por Mat Beck, el supervisor de efectos visuales del programa. Beck se inspiró en debates sobre violencia en televisión y su deseo de explorar el efecto que la televisión causa en la gente. El concepto inicial fue más complejo, requiriendo que Beck estudiase textos sobre neurología, pero finalmente fue simplificado para el episodio. El actor Steven Williams tuvo conflictos de planificación debido a su trabajo en la serie L.A. Heat, que acabaron en la creación de un personaje que apareció como mensajero de X. Paul Rabwin hizo la narración para el programa de televisión que se escucha de fondo durante el episodio. La habitación de motel de Dana Scully fue construida dentro de un estudio acústico, al igual que la oficina de los pistoleros solitarios. El episodio tuvo problemas de sonido en la última etapa, lo que resultó en que la posproducción se prolongara hasta el día en que estaba programada la transmisión del episodio.
Williams afirmó que su escena con el fumador (William B. Davis) al final del episodio fue una de sus favoritas de la serie. Rob Bowman dijo del episodio, «Saqué el guion. Sentí que era un buen programa pasado de moda y que a la gente a la que no le gustó “Jose Chung’s From Outer Space” le gustaría ”Wetwired”  porque todos los chicos malos estaban de vuelta. Un buen episodio de tipo filete con papas».

## Recepción
«Wetwired» se estrenó en la cadena Fox en los Estados Unidos el 10 de mayo de 1996. El episodio obtuvo una calificación Nielsen de 9,7, con una participación de 17, lo que significa que aproximadamente el 9,7 por ciento de todos los hogares equipados con televisión y el 17 por ciento de los hogares que veían la televisión sintonizaron el episodio. El episodio fue visto por un total de 14,48 millones de espectadores.
El episodio recibió críticas moderadamente positivas de los críticos de televisión. Entertainment Weekly le dio al episodio una B, señalando su similitud con «Blood» pero pensó que «Anderson da buenos desquiciados». Zack Handlen de The A.V. Club lo calificó con una B+, y también notó la similitud con «Blood», pero «no [lo dijo en serio] del todo como una crítica». Handlen estaba «un poco decepcionado» con el monstruo de la semana, ya que el concepto no se exploró por completo. John Keegan de Critical Myth le dio al episodio una crítica positiva y le otorgó un 8 sobre 10. Escribió: «En general, este fue [un] fuerte episodio psicológico [...] combinado con la conspiración de una manera lógica y consistente. Algunos elementos de la trama son demasiado artificiales, pero las fortalezas del episodio superan las debilidades. Dos grandes actuaciones de David y Gillian le dan al episodio la seriedad necesaria, y hay suficientes presagios para dar sentido a algunos elementos del final de temporada». Robert Shearman y Lars Pearson, en su libro Wanting to Believe: A Critical Guide to The X-Files, Millennium & The Lone Gunmen, calificaron el episodio con tres estrellas y media de cinco. Los dos compararon el episodio positivamente con el anterior.episodio de la segunda temporada «Blood» y escribió: «[“Blood”] tenía una premisa inteligente que no se traducía del todo en una trama real; aquí el escritor Mat Beck soluciona eso, muy sabiamente». Shearman y Pearson, además, elogiaron el final del episodio, donde se revela que los días de X «seguramente están contados». Paula Vitaris de Cinefantastique le dio al episodio una crítica moderadamente positiva y le otorgó tres estrellas de cuatro. Elogió la actuación de Anderson, calificándola de «excelente» y señalando que ver a Scully caer víctima de la locura es «enfermizamente fascinante».